# Isla de San Pancracio
Isla de San Pancracio (en italiano: Isola di San Pancrazio también llamada Isla Grande o Isla Grande de Brissago; Grande Isola Brissago) es una isla al norte del Lago Mayor (Lago Maggiore o Lago Verbano) al sur del país europeo de Suiza. En ella se encuentra el Jardín Botánico de la isla de Brissago, que a pesar de lo que indica su nombre es un archipiélago. Posee una superficie de 25.568 m² (2,55 hectáreas) lo que la convierte en la mayor de ese grupo de islas.